# WWE Raw
tiffany stratton feetLiv Morganrhea ripley boobsrhea ripley boobsrhea ripley boobsrhea ripley boobsrhea ripley boobs
WWE RAW és un programa de televisió de lluita lliure professional produïda per World Wrestling Entertainment. Actualment és retransmès en directe als EUA per la cadena USA Network, al Canadà per TSN, i a Anglaterra per SKY TV. Cada episodi té una duració aproximada de dues hores.

## Història del seu nom
WWE RAW ha estat conegut per diferents noms, els quals inclouen:
- WWF Monday Night RAW (1993)
- WWF RAW Is War (1997) (Primera Hora)
- WWF War Zone (1997) (Segona Hora)
- WWF RAW (2001)
- WWE RAW (2002)
- WWE Monday Night RAW (2003)

## Tema musical
- L'actual tema musical del programa és To Be Loved de la banda Papa Roach.

## Raw - Actualitat
El 22 de gener del 2018 Raw va celebrarar el seu 25 aniversari. Per aquest motiu es va preparar un show especial en el que hi van participar diverses super estrelles i llegendes del programa com ara: The Undertaker, Triple H, Shawn Michaels, Kevin Nash, Steve Austin, John Cena entre d'altres.
Actualment els managers generals son Kurt Angle i Stephanie Mcmahon.

### Lluitadors
| Nom:           |
| Apollo Crews   |
| Baron Corbin   |
| Big Show       |
| Bo Dallas      |
| Braun Strowman |
| Bray Wyatt     |
| Brock Lesnar   |
| Cesaro         |
| Curt Hawkins   |
| Curtis Axel    |
| Dash Wilder    |
| Dean Ambrose   |
| Elias          |
| Finn Balor     |
| Goldust        |
| Heath Slater   |
| Jason Jordan   |
| Jeff Hardy     |
| Kane           |
| Karl Anderson  |
| Luke Gallows   |
| Matt Hardy     |
| The Miz        |
| R-Truth        |
| Rhyno          |
| Roman Reings   |
| Samoa Joe      |
| Seth Rollins   |
| Sheamus        |
| Titus O'Neil   |